# Aristos von Askalon
Aristos von Askalon (altgriechisch Ἄριστος Áristos; * wohl um 120/110 v. Chr. in Askalon, heute Aschkelon in Israel; † 46/45 v. Chr. in Athen) war ein antiker griechischer Philosoph im Zeitalter des Hellenismus.
Aristos war der Bruder des Philosophen Antiochos von Askalon, dessen Leben das seine prägte. Antiochos verließ zu einem unbekannten Zeitpunkt seine Heimatstadt Askalon und begab sich nach Athen. Dort schloss er sich der Platonischen Akademie an, die sich damals in der Epoche der „jüngeren Akademie“ befand. Die „jüngere Akademie“ – ein moderner Begriff – ist dadurch gekennzeichnet, dass in ihr der Skeptizismus in verschiedenen Varianten die herrschende Haltung war. Später verwarf Antiochos den Skeptizismus, trennte sich von der jüngeren Akademie und eröffnete eine eigene Philosophenschule. Er nannte seine Schule programmatisch „alte Akademie“, denn er behauptete, mit der Überwindung des Skeptizismus der „neuen“ Akademie zur ursprünglichen Lehre der Schule Platons (in der Forschungsliteratur „ältere Akademie“) zurückzukehren.
Aristos war ein Schüler seines Bruders, mit dem er in Athen lebte und dessen antiskeptische Überzeugung er teilte. Über seine Jugend und Ausbildung und den Zeitpunkt seiner Übersiedlung nach Athen ist nichts bekannt. Als sich Antiochos im Winter 87/86 in Alexandria aufhielt, wo er den Bruch mit der jüngeren Akademie endgültig vollzog, war Aristos bei ihm. Wohl bald darauf kehrten die beiden Philosophen nach Athen zurück. Dort hatte die „jüngere Akademie“ die Wirren des Ersten Mithridatischen Krieges nicht überstanden. Nach ihrem Untergang war Antiochos’ „alte Akademie“ die einzige Institution, die den Anspruch erhob, die Tradition der Akademie Platons fortzusetzen. Die Unterrichtsstätte der „alten Akademie“ war das Ptolemaion, ein im Stadtzentrum gelegenes Gymnasion. Als Antiochos starb – wohl 68 v. Chr. –, wurde Aristos sein Nachfolger als Schulleiter (Scholarch).
Anscheinend entwickelte Aristos keine eigene Philosophie, sondern folgte getreu der Lehre seines Bruders. Ob er Schriften verfasste, ist unbekannt. Seine historische Bedeutung liegt vor allem in seiner Rolle als Freund und philosophischer Lehrer des prominenten römischen Politikers Marcus Iunius Brutus, den er vermutlich auf Reisen begleitete. Auch Cicero war mit Aristos befreundet; im Juni 51 besuchte er ihn in Athen und wohnte bei ihm, im Oktober 50 suchte er ihn wohl erneut auf. Plutarch berichtet, Aristos habe sich mehr durch seine Lebensführung als durch besondere Überzeugungsfähigkeit ausgezeichnet.
Aristos starb 46/45 v. Chr. Anscheinend ging die „alte Akademie“ mit seinem Tod unter; jedenfalls ist von einem Nachfolger nichts bekannt, und schon im Jahr 51 hatte Cicero den Niedergang der Philosophie in Athen beklagt.